# معراجی‌ها (مجموعه تلویزیونی)
معراجی‌ها مجموعه تلویزیونی ایرانی به کارگردانی مسعود ده‌نمکی و تهیه کنندگی سید محمود رضوی است که در شهریور ۱۳۹۳ در ۲۹ قسمت از شبکه یک سیما پخش شد.
این مجموعه تلوزیونی اسپین‌آفی از فیلم سینمایی معراجی‌ها است.

## خلاصه داستان
قرار است تعدادی از شهدای گمنام تازه تفحص شده، در یکی از دانشگاه‌ها دفن شوند، اما گروهی از دانشجویان با تحریک استاد گنجی اقدام به آشوب و جنجال در دانشگاه می‌کنند. همین آغاز قصه‌ای می‌شود که گروه دانشجویان مجبور به سفری ناخواسته می‌شوند.

## بازیگران
- برزو ارجمند
- بشیر ادریسی
- بهاره افشاری
- پندار اکبری
- احمد ایراندوست
- عرفان برزین
- سمانه پاکدل
- ماهور عفیفی
- حدیثه تهرانی
- هما خاکپاش
- کاوه خداشناس
- فهیمه دباغی
- مهران رجبی
- رضا رویگری
- ساقی زینتی
- اسماعیل سلطانیان
- نیما شاهرخ شاهی
- ماشاالله شاهمرادی‌زاده
- محمدرضا شریفی‌نیا
- مجید شهریاری
- علی صادقی
- لاله صبوری
- سید مهرداد ضیایی
- دانیال عبادی
- اکبر عبدی
- محمود عزیزی
- مریم کاویانی
- کیانوش گرامی
- غلامحسین لطفی
- حمید لولایی
- امیرکیان نجف زاده
- عباس محبوب
- مجید مشیری
- روزبه معینی
- گیتی معینی
- علی منجزی
- حسین مهری
- پوراندخت مهیمن
- اصغر نقی‌زاده
- امیر نوری
- سید جواد هاشمی
- سهراب یاری
- علی منجزی